# Titolo alcolometrico
Il titolo alcolometrico o gradazione alcolica è la misura del contenuto di etanolo in una bevanda alcolica.
La sua definizione e le unità di misura per esprimerlo possono variare a seconda delle legislazioni applicate nei diversi paesi del mondo.

## Descrizione
Secondo la legge italiana – articolo 12 del decreto legislativo 27 gennaio 1992 n. 109, detto "legge alimenti" – per titolo alcolometrico volumico effettivo si intende:
Il titolo alcolimetrico è espresso dal simbolo "% vol", preceduto dal numero corrispondente che può comprendere solo un decimale. La misura coincide con la definizione di percentuale in volume (alcohol by volume, ABV) convenzionalmente adottata in ambito internazionale.
L'espressione ha sostituito quella comunemente in uso di gradazione alcolica. Il termine gradazione alcolica derivava da uno dei primi metodi di misura che utilizzava i "gradi Gay-Lussac" (°GL), che definiva come 0 °GL un distillato di acqua pura e 100 °GL un distillato di alcool puro.
Un'altra misura, caduta in disuso, è il  proof in voga in alcuni paesi anglosassoni (Stati Uniti e Regno Unito). Tale misura corrisponde a circa il doppio del titolo alcolometrico volumico.
Dalla definizione di titolo alcolometrico ne discendono altre:
- titolo alcolometrico volumico effettivo (o grado alcolico svolto): la percentuale di alcool effettivamente contenuta nella bevanda alcolica; ad esempio un vino che contiene 110 mL di alcool per litro ha una percentuale di alcool dell'11%. Questo è il valore che viene riportato per legge sulle etichette dei vini non spumanti.
- titolo alcolometrico volumico potenziale: il numero di parti in volume di alcol puro a una temperatura di 20 °C che possono essere potenzialmente prodotte dalla fermentazione totale degli zuccheri contenuti in 100 parti in volume del prodotto considerato alla stessa temperatura.

In poche parole, si può ottenere una misura grossolana del grado alcolico volumico potenziale del vino moltiplicando per 0,6 il grado zuccherino del mosto o del vino. Ad esempio se in un litro di vino vi fossero ancora 100 g di zucchero, la loro fermentazione potrebbe produrre circa 60 mL di alcool, per cui il grado alcolico potenziale è di circa il 6%. Un mosto con il 20% di zuccheri può produrre un vino con il 12% in volume di alcol etilico.
- titolo alcolometrico volumico totale: la somma di effettivo e potenziale (si può trovare ad esempio negli spumanti e nei vini liquorosi).
- titolo alcolometrico volumico naturale: il titolo alcolometrico volumico totale del prodotto considerato prima di ogni arricchimento (ad esempio con il mosto).

## Metodi di misura
Metodo per densità
Il metodo più comune e rapido per la determinazione del titolo alcolometrico di un prodotto a base alcolica, senza un eccessivo contenuto di zuccheri, prevede l'utilizzo di un densimetro o alcolometro, la misurazione viene fatta a 20°C.

### Metodo per distillazione
Il metodo per la misura del titolo alcolometrico volumico effettivo prevede una doppia distillazione del vino alcalinizzato (per evitare l'interferenza di acido acetico, anidride solforosa, aldeidi e altre sostanze volatili) e la successiva misura della densità della soluzione idroalcolica ottenuta, mediante picnometria o per mezzo di una bilancia idrostatica.
Con l'aiuto di opportune tabelle è poi possibile risalire dalla densità al contenuto alcolico con una approssimazione di circa lo 0,01%.

### Metodo per ebollizione
Per vini con un contenuto zuccherino non molto elevato e un grado alcolico compreso fra 9% e 12% è possibile mettere in relazione la temperatura di ebollizione con il titolo alcolometrico. Il principio si basa sul fatto che la temperatura di ebollizione dell'acqua è di circa 100 °C mentre quella dell'alcool etilico è di circa 78 °C: tanto più la temperatura di ebollizione del vino è prossima a 78 °C tanto maggiore è il contenuto di alcool. Anche in questo caso vi sono delle tabelle che permettono di mettere in relazione la temperatura con il titolo alcolometrico. Mediante uno strumento noto come ebulliometro di Malligand è possibile quindi determinare velocemente, ma in maniera approssimata, il titolo alcolometrico di un vino.

### Valori tipici
- birra: 4 - 12% vol
- sidro: 5 – 7% vol
- idromele: 8 – 17% vol
- vino: 10 - 19% vol
- porto: 20% vol
- vodka 37,5 - 55% vol
- gin: 37,5 - 50% vol
- whisky: 40 - 62% vol
- grappa: 37,5 - 70% vol (gradazione massima: 86% vol)
- centerba: 70% vol
- assenzio: 65 - 80% vol
- Gocce Imperiali (o Tintura Imperiale): 90% vol

### Conversioni
Il titolo alcolometrico può anche essere espresso in termini di peso (grado alcolico in peso, ovvero la quantità di alcool espressa in grammi per litro).
Una conversione è la seguente, che utilizza la densità come fattore di conversione:
Grado alcolico in peso (g/L) = 8 × Titolo alcolometrico volumico (V/V, %)
Una concentrazione al 40% in volume corrisponde a 8 x 40 = 320 g/L
Questo fattore di conversione è molto approssimativo in quanto ogni bevanda alcolica è composta da diversi ingredienti e ha una densità variabile.